# Hoffmannia regalis
Hoffmannia regalis är en måreväxtart som först beskrevs av William Jackson Hooker, och fick sitt nu gällande namn av William Botting Hemsley. Hoffmannia regalis ingår i släktet Hoffmannia och familjen måreväxter. Inga underarter finns listade i Catalogue of Life.